# Симеон Петров
Симеон Петров (1 вересня 1888 – 1950) – перший болгарський пілот, який пролетів над територією Болгарії. Один із піонерів звукозаписної індустрії Болгарії.

## Життєпис
Симеон Петров народився 1 вересня 1888 в Русе.

### Військова кар'єра
- Служив у 4-му артилерійському полку в Софії. .
- Перший гірський артилерійський полк.

#### Франція
У 1912 після конкурсного відбору лейтенант Петров разом із Христо Топракчієвим та Никифором Богдановим був направлений до школи навчання льотчиків Луї Блеріо в Етампі поблизу Парижа.
Під час навчання Петров, запропонував і в супроводі Луї Блеріо, здійснив перший нічний політ в історії Франції.

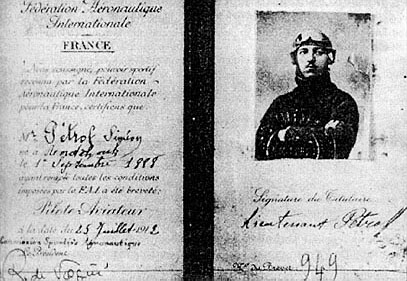
Дозвіл на політ Петрова (сертифікат)

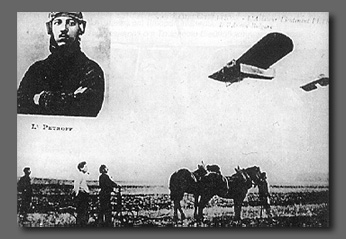
Картка з Петровим, видана французьким поштовим відділенням

Під час одного з останніх польотів над аеропортом Етамп Петров піднявся на висоту 1400 м, коли двигун його літака Blerio XI був пошкоджений і перестав працювати. 
Журнал L'Aero, орган Паризького аероклубу, прокоментував: "Місьє Петров, не втрачаючи присутність розуму, почав спірально спускатися з плануванням і безпечно приземлятися. Це єдиний випадок в авіації, коли раптова зупинка двигуна не закінчилася аварією. 
У Франції вийшла пам'ятна листівка з портретом Петрова. 
Згодом Петров разом з Топракчієвим розробив методику посадки літаків із зупиненими двигунами, яка була ухвалена в програмі підготовки пілотів у школі Блеріо.
Трьом болгарським пілотам вдалося пройти курс всього за 35 днів і 25 липня 1912 вони отримали свої сертифікати після іспиту перед спеціальною комісією французького аероклубу.

#### Балканська війна
На початку Балканської війни в Болгарії шість пілотів та три механіки були включені до складу повітряної дивізії. 
7 серпня 1912 перший літак "Блеріо-XI" з двигуном "Гном" потужністю 70 hp прибув на станцію Софія. 
13 серпня 1912 Симеон Петров став першим болгарським пілотом, який пролетів у небі Болгарії аеропланом – болгарською власністю. Наступними днями літали також Топракчієв та Богданов.
Єдиний болгарський літак "Блеріо XI" взяв участь у шуменських маневрах, які були генеральною репетицією майбутньої війни. 
Літак відлетів у бік атакуючої країни, але після першого розвідувального польоту був пошкоджений при посадці в імпровізованому аеропорту поблизу Разграда. 
Симеона Петрова терміново відправили до Російської імперії купувати більше літаків. Виконавши своє завдання, Петров повернувся до Болгарії в середині жовтня 1912. 
Під час Балканської війни здійснив низку бойових польотів. 
14 березня 1913 вилетів на своєму літаку Блеріо до столиці ворога – Константинополя, але діставшись його передмістя після Епівата, був змушений повернутися через погану видимість, через що цей політ був змарнованим.

#### Перша світова війна

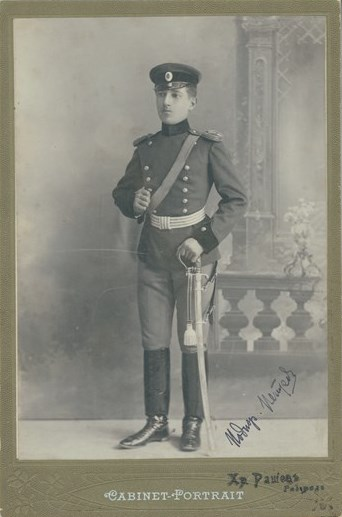
Фотографія з автографом. Джерело: ДА "Архіви"

Під час Першої світової війни Петров був начальником 2-ї повітряно-десантної дивізії. Він спроектував авіаційні бомби типу "Чатальджа". Пізніше малюнки були передані Німеччині, і бомба використовувалася Центральними державами до кінця Першої світової війни.
Петров – перший керівник школи літаків, засновник аеропорту "Божурище".

### Між світовими війнами
У 1919 майора Петрова звільнили. Потім він займався імпортом спортивних товарів, особливо велосипедів, був лідером болгарської збірної команди з велоспорту на Олімпійських іграх у Берліні в 1936. 
У 1938 заснував компанію "Сімонавія" (від СИМеОН АВІАтор), яка спочатку імпортувала грамплатівки з Франції, а згодом організувала їх виробництво в Болгарії. Марка платівок – "Орфей". Компанія зробила понад 5000 записів, які є основою репертуару Радіо "Софія".

### Після Другої світової війни
У 1947 компанія "Сімонавія" була націоналізована і перейменована на "Балкантон ". Сам Петров став бобінщиком на софійському заводі "Сильноток".
Помер у 1950 в Софії у віці 61 року від серцевого нападу. Похований у тісному сімейному склепі.

## Військові звання
- Лейтенант (15 серпня 1907)
- Лейтенант (4 вересня 1910)
- Капітан (1 листопада 1913)
- Майор (1918)